# Pleurothallis lamellaris
Pleurothallis lamellaris là một loài lan được tìm thấy ở miền trung Colombia đến Bolivia.

## Hình ảnh

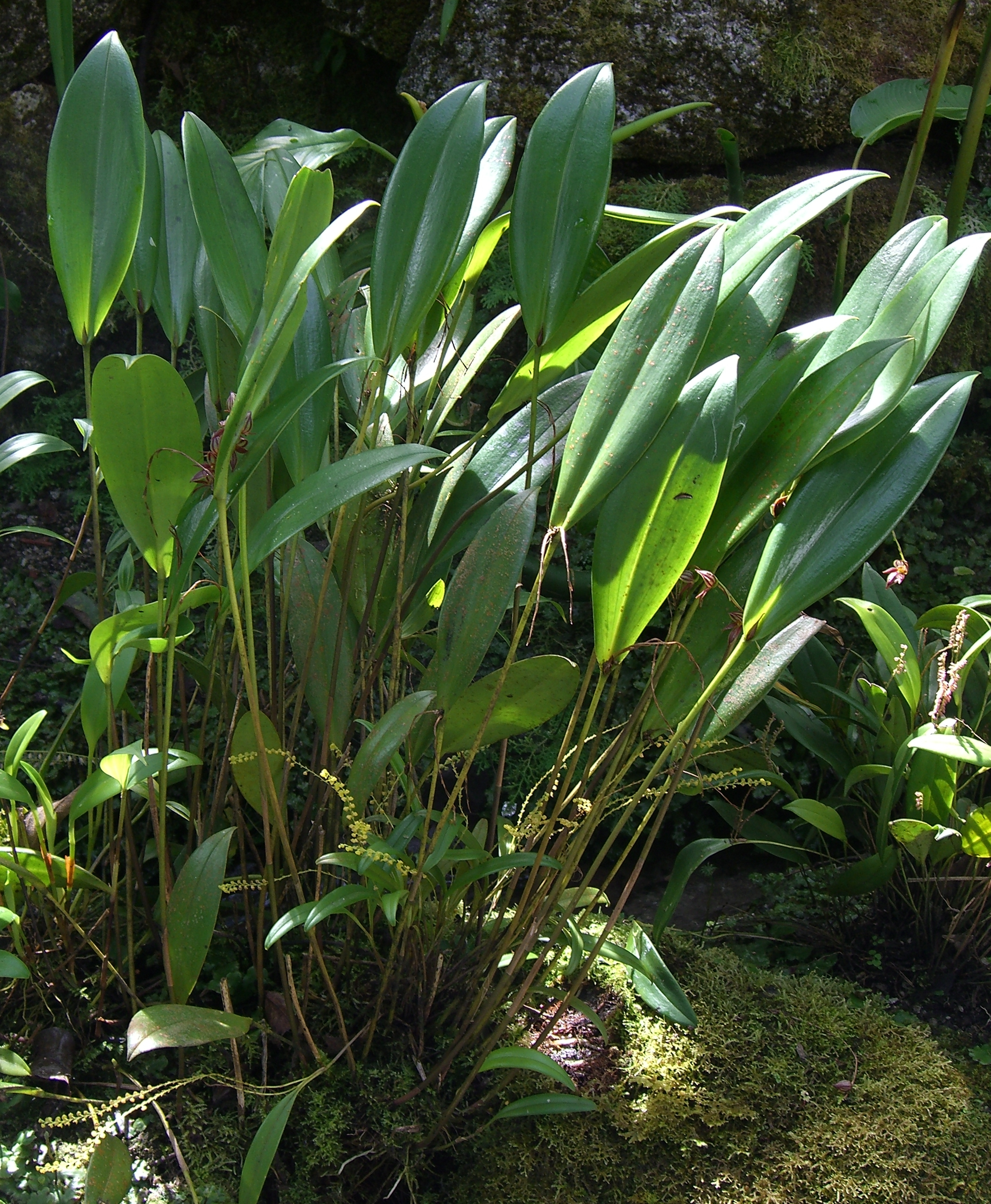
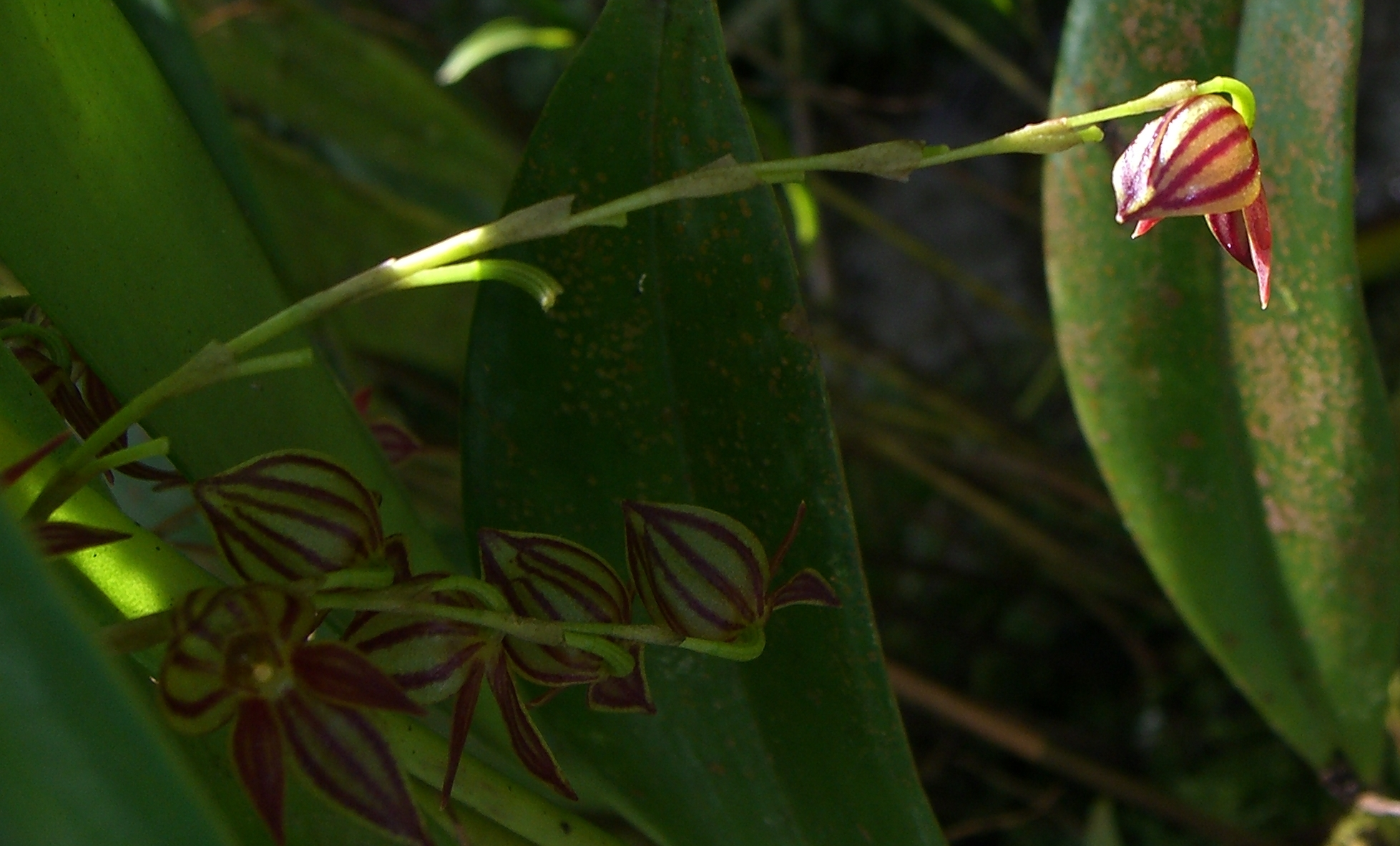